# AC Amboise
Câu lạc bộ thể thao Amboisien là một câu lạc bộ bóng đá Pháp thành lập năm 1920. Đội có trụ sở tại thị trấn Amboise và sân vận động của họ là Stade Georges Boulogne. Kể từ mùa giải 2009 – 10, câu lạc bộ chơi ở Division d'Honneur de Center, tầng thứ sáu của bóng đá Pháp.